# Echinocactus
Echinocactus es un género de plantas suculentas perteneciente a la familia Cactaceae. Contiene 2 especies aceptadas y son nativas desde el sur de Estados Unidos (concretamente de los estados de Arizona, Nuevo México y Texas) hasta México.

## Descripción
Las especies de este género tienen forma esférica o cilíndrica corta. Pueden tener una o varias cabezas y siempre presentan costillas y pulpa dura. Poseen pelos amarillentos y lanudos en la corona, lo que facilita la distinción entre este género y las especies lampiñas del género Ferocactus que se encuentran en la misma región. 
Sobre las costilla se asientan areolas grandes y alargadas, distantes entre sí en las plantas jóvenes y más cercanas cuando son adultas. Tienen espinas fuertes que se diferencian en radiales y centrales.
Las flores suelen ser amarillas o rasadas y aparecen en el ápice de las plantas en forma de corona. Tanto el pericarpelo como el tubo floral poseen escamas estrechas, puntiagudas y areolas lanudas. Los frutos son esféricos o ligeramente alargados, y están cubiertos de escamas y lana. En si interior contienen semillas grandes y ligeramente reniformes (con forma de riñón).

## Distribución
El área de distribución nativa de este género abarca desde el sur de los Estados Unidos (concretamente en los estados de Arizona, Nuevo México y Texas) hasta México.

## Taxonomía
El género fue descrito por los botánicos alemanes Heinrich Friedrich Link y Christoph Friedrich Otto y publicado en la revista científica Verhandlungen des Vereins zur Beförderung des Gartenbaues in den Königlich Preussischen Staaten 3: 420 en 1827.
Etimología
Echinocactus: nombre genérico formado a partir de la palabra latina ĕchīnus (que significa ‘erizo’) y kaktos (que significa ‘cardo’ o ‘planta espinosa’), en alusión al cuerpo esférico y espinoso que presentan las especies de este género.

## Historia botánica
En el siglo XIX, casi todos los cactus globo acanalados y algunos cactus columnares acanalados se clasificaban en el género Echinocactus. De hecho, en el libro Gesamtbeschreibung der Kakteen del botánico alemán Karl Moritz Schumann aparecen 138 especies agrupadas en 11 subgéneros. Más tarde, los botánicos estadounidenses Nathaniel Lord Britton y Joseph Nelson Rose, en su obra de The Cactaceae; descriptions and illustrations of plants of the cactus family, incluyeron únicamente los cactus norteamericanos en el género Echinocactus.

## Especies aceptadas
Actualmente, el género Echinocactus consta de 2 especies aceptadas según Plants of the World Online (POWO):
| Imagen | Nombre científico                      | Distribución                                                                |
| ------ | -------------------------------------- | --------------------------------------------------------------------------- |
|        | Echinocactus horizonthalonius Lem.     | Desde el sur de Estados Unidos (Arizona, Nuevo México y Texas) hasta México |
|        | Echinocactus platyacanthus Link & Otto | México                                                                      |